# 神亀 (北魏)
神亀（しんき）は、南北朝時代の北魏において、孝明帝の治世に使用された元号。
518年2月 - 520年7月。

## 西暦・干支との対照表
| 神亀 | 元年  | 2年   | 3年   |
| 西暦 | 518年 | 519年 | 520年 |
| 干支 | 戊戌  | 己亥  | 庚子  |